# ليزلي ميلز (موسيقية)
ليزلي ميلز (بالإنجليزية: Leslie Mills)‏ هي موسيقية ومغنية مؤلفة وملحنة ومغنية أمريكية، ولدت في 1950 في كنتاكي في الولايات المتحدة.

## وصلات خارجية
- الموقع الرسمي
- ليزلي ميلز على موقع IMDb (الإنجليزية)
- ليزلي ميلز على موقع ميوزك برينز (الإنجليزية)
- ليزلي ميلز على موقع ديسكوغز (الإنجليزية)
- ليزلي ميلز على موقع قاعدة بيانات الفيلم (الإنجليزية)